# Progress (Album)
Progress ist das sechste Studioalbum der britischen Popband Take That. Es erschien am 15. November 2010 bei Polydor.

## Titelliste
| Nr.          | Titel                     | Hauptstimme            | Länge |
| ------------ | ------------------------- | ---------------------- | ----- |
| 1.           | The Flood                 | Williams, Barlow       | 4:49  |
| 2.           | SOS                       | Owen, Williams         | 3:44  |
| 3.           | Wait                      | Williams, Barlow       | 4:15  |
| 4.           | Kidz                      | Owen, Barlow           | 4:42  |
| 5.           | Pretty Things             | Williams, Barlow       | 4:03  |
| 6.           | Happy Now                 | Barlow, Williams, Owen | 4:03  |
| 7.           | Underground Machine       | Williams               | 4:15  |
| 8.           | What Do You Want from Me? | Owen                   | 4:37  |
| 9.           | Affirmation               | Donald                 | 3:54  |
| 10.          | Eight Letters             | Barlow                 | 4:25  |
| 11.          | Flowerbed                 | Orange                 | 3:48  |
| Gesamtlänge: | Gesamtlänge:              | Gesamtlänge:           | 41:44 |

## Rezeption
| Professionelle Bewertungen | Professionelle Bewertungen |
| -------------------------- | -------------------------- |
| Kritiken                   |                            |
| Quelle                     | Bewertung                  |
| Laut                       | [ 1 ]                      |

Auf der Webseite BBC Music nannte Jaime Gill das Album „ein überschwängliches, mutiges Album, das mehr wie ein neuer Anfang denn wie ein endgültige Bestimmung klingt.“ Lediglich What Do You Want from Me? und Mark Owens Gesang bei dem Lied wurden kritisiert. Kitty Empire von The Guardian schrieb dagegen, es gebe zwar bewegende Momente, aber insgesamt sei das Album „nicht ungewöhnlich genug, um wirklich heldenhaft zu sein.“. Auf der deutschen Webseite Laut.de wurden vier von fünf Sternen vergeben.

## Kommerzieller Erfolg

### Chartplatzierungen
| ChartsChartplatzierungen     | Höchstplatzierung | Wochen |
| ---------------------------- | ----------------- | ------ |
| Deutschland (GfK)            | 1 (43 Wo.)        | 43     |
| Österreich (Ö3)              | 2 (12 Wo.)        | 12     |
| Schweiz (IFPI)               | 2 (20 Wo.)        | 20     |
| Vereinigtes Königreich (OCC) | 1 (59 Wo.)        | 59     |

| ChartsJahrescharts (2010)    | Platzierung |
| ---------------------------- | ----------- |
| Deutschland (GfK)            | 15          |
| Schweiz (IFPI)               | 73          |
| Vereinigtes Königreich (OCC) | 1           |

| ChartsJahrescharts (2011)    | Platzierung |
| ---------------------------- | ----------- |
| Deutschland (GfK)            | 47          |
| Schweiz (IFPI)               | 70          |
| Vereinigtes Königreich (OCC) | 15          |

### Auszeichnungen für Musikverkäufe
| Land/Region                  | Auszeichnungen für Musikverkäufe (Land/Region, Auszeichnung, Verkäufe) | Verkäufe    |
| ---------------------------- | ---------------------------------------------------------------------- | ----------- |
| Dänemark (IFPI)              | 2× Platin                                                              | 40.000      |
| Deutschland (BVMI)           | Platin                                                                 | 200.000     |
| Europa (IFPI)                | 2× Platin                                                              | (2.000.000) |
| Irland (IRMA)                | 6× Platin                                                              | 90.000      |
| Italien (FIMI)               | Platin                                                                 | 60.000      |
| Niederlande (NVPI)           | Gold                                                                   | 25.000      |
| Österreich (IFPI)            | Platin                                                                 | 20.000      |
| Schweden (IFPI)              | Gold                                                                   | 20.000      |
| Schweiz (IFPI)               | Gold                                                                   | 15.000      |
| Vereinigtes Königreich (BPI) | 8× Platin                                                              | 2.400.000   |
| Insgesamt                    | 2× Gold · 19× Platin ·                                                 | 2.855.000   |